# Alex Finlayson (Schauspieler)
Alex Finlayson (* 2. Oktober 1917; † 24. März 2000) war ein US-amerikanischer Schauspieler.
Alex Finlayson spielte im Alter von neun Jahren in seinem ersten Film Thundering Fleas. Danach war er in den Filmen Treffpunkt Hongkong, Zwischen Himmel und Hölle, Abenteuer unter Wasser, Die Reise zum Mittelpunkt der Erde (1959), Versunkene Welt und Noch Zimmer frei zu sehen.
Er starb am 24. März 2000 im Alter von 82 Jahren.